# بومة سخماء صغيرة
البومة السخماء الصغيرة (الاسم العلمي Tyto multipunctata)، طائر من البوميات وفصيلة بوم الحظائر وتتبع جنس البعفة. تقطن في المنطقة المدارية الرطبة في أستراليا.